# Стеврек
Сте́врек (болг. Стеврек) — село в Тирговиштській області Болгарії. Входить до складу общини Антоново.

## Населення
За даними перепису населення 2011 року у селі проживали 428 осіб.
Національний склад населення села:
| Національність   | Кількість осіб | Відсоток |
| ---------------- | -------------- | -------- |
| турки            | 334            | 78,2%    |
| болгари          | 93             | 21,8%    |
| цигани           | 0              | 0%       |
| інша             | 0              | 0%       |
| не визначились   | 0              | 0%       |
| Всього відповіли | 427            |          |

Розподіл населення за віком у 2011 році:
Динаміка населення: